# Hollister Peak
Hollister Peak è un neck alto 430 m situato nei pressi di Morro Bay, città costiera californiana della contea di San Luis Obispo. Il rilievo fa parte della catena di neck chiamata Nine Sisters e deve il suo nome ad una famiglia che viveva nei pressi della sua base nel 1884. Il picco ebbe una certa importanza religiosa per la tribù indiana dei Chumash.
Hollister Peak giace completamente all'interno di una proprietà privata e l'accesso ad esso non è quindi consentito a chiunque ed in qualunque momento. Esistono comunque diversi percorsi che portano alla cima, cinque di questi sono visibili sulla parte orientale del rilievo mentre diversi altri sono presenti sulla parte occidentale che guarda verso la "settima sorella", Morro Rock.